# Руби, Стерлинг
Стерлинг Руби (англ. Sterling Ruby;, 1972, Битбург, Германия, живёт и работает в Лос-Анджелесе) — современный американский художник.

## Творчество
Стерлинг Руби создает буйные, богато декорированные керамические сосуды, напоминающие обугленные останки; тотемные скульптуры, переплетённые похожими на макраме потеками смолы; большие тёмные коллажи, усеянные созвездиями крошечных изображений артефактов; масштабные полотна, раскрашенными при помощи аэрозоля; рисунки, фотографии и короткие видео.
Он черпает свои темы из многих источников, включая маргинальные общества, тюрьмы строгого режима, модернистскую архитектуру, артефакты и древность, граффити, культуристов, механизмы ведения войны, культы, уличные банды.
Скульптуры Руби находятся где-то между текучим и статичным, минималистским и экспрессионистским: минималистские по форме, они имеют богатую текстуру или раскрашены в духе экспрессионизма.

## Образование
- 2003—2005 Art Center College of Design, Пасадена.
- 2000—2002 Школа Художественного института Чикаго.
- 1992—1996 Pennsylvania School of Art & Design.

## Публичные коллекции
- Astrup Fearnley Museet for Moderne Kunst, Осло
- Музей Гуггенхайма, Нью-Йорк
- The Hammer Museum, Лос-Анджелес
- Netherlands Media Art Institute, Time Based Arts, Амстердам
- Rachofsky Collection, Даллас
- Rubell Family Collection, Майями
- The Seattle Art Museum
- Sender Collection, Нью-Йорк
- Saatchi Gallery, Лондон